# Isla Mateba
Isla Mateba también escrito como Isla Gran Mateba (en francés: Grande Île Mateba) es una de las islas principales del río Congo. Cubre un área de 100 km². Se encuentra aguas abajo de Boma, en el estuario del río entre la República Democrática del Congo y el vecino país de Angola.